# Чемпионат Порту-Алегри по футболу
Чемпионат Порту-Алегри (порт.-браз. Campeonato de Porto Alegre) или Чемпионат города Порту-Алегри (порт.-браз. Campeonato Citadino de Porto Alegre) — название ряда футбольных турниров, проводившихся с 1904 года по 1972 год в городе Порту-Алегри. 

## Статистика

### Первый турнир
Первый турнир, называвшийся чемпионатом Порту-Алегри, проводился с 1904 по 1906 год между клубами «Гремио» и «Фуссбалл» каждые шесть месяцев. Клуб, выигравший три турнира подряд, должен был забрать кубок, положенный победителю. Несмотря на то, что ни одна из двух команд не смогла добиться указанного результата, кубок отошёл к «Гремио».
| Дата             | Чемпион  | Второе место | Счет |
| ---------------- | -------- | ------------ | ---- |
| 6 марта 1904     | Гремио   | Фуссбалл     | 1:0  |
| 25 сентября 1904 | Фуссбалл | Гремио       | 2:1  |
| 12 марта 1905    | Гремио   | Фуссбалл     | 4:0  |
| 10 сентября 1905 | Гремио   | Фуссбалл     | 2:0  |
| 18 марта 1906    | Фуссбалл | Гремио       | 1:1  |
| 5 мая 1906       | Гремио   | Фуссбалл     | 3:1  |

### Второй турнир
С 1907 по 1912 год проводился второй турнир, аналогичный первому, но проводившийся раз в год. После трёх побед подряд кубок отошёл к «Гремио»
| Дата             | Чемпион  | Второе место | Счет |
| ---------------- | -------- | ------------ | ---- |
| 1 декабря 1907   | Гремио   | Фуссбалл     | 4:1  |
| 27 сентября 1908 | Фуссбалл | Гремио       | 1:0  |
| 3 октября 1909   | Фуссбалл | Гремио       | 1:0  |
| 29 сентября 1910 | Гремио   | Фуссбалл     | 5:0  |
| 23 октября 1911  | Гремио   | Фуссбалл     | 1:0  |
| 6 октября 1912   | Гремио   | Фуссбалл     | 5:0  |

### Футбольная лига Порту-Алигренсе
Третий турнир уже проходил в форме чемпионата из нескольких команд. Организатором турнира была новообразованная Футбольная лига Порту-Алигренсе (порт.-браз. Liga Porto-Alegrense de Foot-Ball) или LPAF.
| Год  | Победитель    |
| ---- | ------------- |
| 1910 | Милитар       |
| 1911 | Гремио        |
| 1910 | Гремио        |
| 1913 | Интернасьонал |
| 1914 | Интернасьонал |
| 1915 | Интернасьонал |

### Ассоциация футбола Порту-Алегренсе
В 1914 году «Гремио» создал собственную футбольную ассоциацию — Ассоциация футбола Порту-Алегренсе (порт.-браз. Associação de Foot-Ball Porto Alegrense) или AFPA. Под ее эгидой проводились два чемпионата Порту-Алегри. «Гремио» в обоих одержал победу.
| Год  | Победитель |
| ---- | ---------- |
| 1914 | Гремио     |
| 1915 | Гремио     |

### Спортивная федерация Рио-Грандезе
В 1916 году, после долгих переговоров, LPAF и AFPA слились в единую структуру, названную Спортивная федерация Рио-Грандезе (порт.-браз. Federação Sportiva Rio Grandense) или FSRG. В 1917 году лигу федерацию «Гремио», недовольный законом, запрещающим играть за клубы игрокам-профессионалам. Он вернулся в федерацию только через год.
| Год  | Победитель    |
| ---- | ------------- |
| 1916 | Интернасьонал |
| 1917 | Интернасьонал |
| 1918 | Крузейро      |

### Федерация Порту-Алегренсе по футболу
С 1918 по 1920 год существовала Федерация Порту-Алегренсе по футболу (порт.-браз. Federação Porto Alegrense de Foot-Ball) или FPAF.
| Год  | Победитель |
| ---- | ---------- |
| 1918 | Барбоза    |
| 1919 | Барбоза    |
| 1920 | Барбоза    |

### Спортивная ассоциация Порту-Алегри
В конце 1918 года большинство клубов вышло из FSRG и основали собственную организацию — Спортивная ассоциация Порту-Алегри (порт.-браз. Associação Porto Alegrense de Desportos) или APAD. В 1920 году «Гремио» заключил три договора с новыми футболистами. Но сделка была отменена из-за «Закона о стажировке», регулирующего трансферы профессиональных игроков. «Гремио» это не понравилось, и клуб покинул ассоциацию. В 1924 году турнир назвался Турнир Рио-Бранко.
| Год  | Победитель    |  |
| ---- | ------------- |  |
| 1919 | Гремио        |  |
| 1920 | Гремио        |  |
| 1921 | Крузейро      |  |
| 1922 | Интернасьонал |  |
| 1923 | Фуссбалл      |  |
| 1924 | Американо     |  |
| 1925 | Гремио        |  |
| 1926 | Гремио        |  |
| 1927 | Интернасьонал |  |
| 1928 | Американо     |  |

### Городская ассоциация спортивных соревнований Гаушо
В 1929 году была организована Городская ассоциация спортивных соревнований Гаушо (порт.-браз. Associação Metropolitana Gaúcha de Esportes Athleticos) или AMGEA.
| Год  | Победитель    |
| ---- | ------------- |
| 1929 | Американо     |
| 1930 | Гремио        |
| 1931 | Гремио        |
| 1932 | Гремио        |
| 1933 | Гремио        |
| 1934 | Интернасьонал |
| 1935 | Гремио        |
| 1936 | Интернасьонал |
| 1937 | Нову-Амбургу  |
| 1938 | Реннер        |
| 1939 | Гремио        |
| 1940 | Гремио        |

### Городская ассоциация спортивных соревнований Гаушо (специальный турнир)
В 1937 году «Гремио»,«Интернасьонал», «Крузейро», «Гремио Форса-е-Лус» и «Сан-Жозе» создали специальную Городскую ассоциацию спортивных соревнований Гаушо (AMGEA Especializada), которая провела два чемпионата.
| Год  | Победитель |
| ---- | ---------- |
| 1937 | Гремио     |
| 1938 | Гремио     |

### Федерация Рио-Гранденсе по футболу
В 1941 году была создана Федерация Рио-Гранденсе по футболу (порт.-браз. Federação Rio Grandense de Futebol) или FRGF.
| Год  | Победитель    |
| ---- | ------------- |
| 1941 | Интернасьонал |
| 1942 | Интернасьонал |
| 1943 | Интернасьонал |
| 1944 | Интернасьонал |
| 1945 | Интернасьонал |
| 1946 | Гремио        |
| 1947 | Интернасьонал |
| 1948 | Интернасьонал |
| 1949 | Гремио        |
| 1950 | Интернасьонал |
| 1951 | Интернасьонал |
| 1952 | Интернасьонал |
| 1953 | Интернасьонал |

### Чемпионат Гаушу — Дивизион доблести
В 1954 году количество участников чемпионата было расширено. Турнир был переименован в Чемпионат Гаушу — Дивизион доблести (порт.-браз. Campeonato Gaúcho - Divisão de Honra).
| Год  | Победитель    |
| ---- | ------------- |
| 1954 | Реннер        |
| 1955 | Интернасьонал |
| 1956 | Гремио        |
| 1957 | Гремио        |
| 1958 | Гремио        |
| 1959 | Гремио        |
| 1960 | Гремио        |

### Последний турнир
В 1972 году был проведен последний турнир чемпионата Порту-Алегри. В нём участвовали «Гремио», «Интернасьонал», «Сан-Жозе» и «Крузейро». Победителем стал «Интер», обыграв остальные команды с общим счётом 11:1.

## Победители по клубам
| Клуб          | Число побед | Годы |
| ------------- | ----------- | --- |
| Гремио        | 33          | 1904 (1), 1905 (1), 1905 (2), 1907, 1910, 1911, 1911, 1912, 1912, 1914, 1915, 1919, 1920, 1921, 1922, 1923, 1925, 1926, 1930, 1931, 1932, 1933, 1935, 1937, 1938, 1939, 1946, 1949, 1956, 1957, 1958, 1959, 1960 |
| Интернасьонал | 24          | 1913, 1914, 1915, 1916, 1917, 1920, 1922, 1927, 1934, 1936, 1940, 1941, 1942, 1943, 1944, 1945, 1947, 1948, 1950, 1951, 1952, 1953, 1955, 1972                                                                   |
| Фуссбалл      | 5           | 1904 (2), 1906 (2), 1908, 1909, 1923 |
| Американо     | 3           | 1924, 1928, 1929 |
| Крузейро      | 3           | 1918, 1921, 1929 |
| Барбоза       | 3           | 1918, 1919, 1920 |
| Реннер        | 2           | 1938, 1954 |
| Милитар       | 1           | 1910 |
| Нову-Амбургу  | 1           | 1937 |